# Saurodocus minimarenus
Saurodocus minimarenus is een vlokreeftensoort uit de familie van de Maeridae. De wetenschappelijke naam van de soort is voor het eerst geldig gepubliceerd in 2008 door Yerman & Krapp-Schickel.